# メディックファーストエイド
メディックファーストエイド（Medic First Aid）は、米国の一般市民向け応急手当教育プログラムの開発企業であり、同社が開発したシステムの名称でもある。
メディックファーストエイドは登録商標であり、応急手当法を表す一般名称ではない。

## 組織
80,000名以上の指導員が世界140ヶ国以上で教えており、年間50万人以上の受講生に普及している。MFAの国際サービス・オフィスは米国、日本、カナダ、ニュージーランド、英国、オーストラリア、ギリシャにあり、それぞれがそれぞれの国で本部機能を果たしている。

## 講習方式について
メディックファーストエイドでは、受講者のストレスを出来る限り抑えるために講習終了後の筆記試験や技能試験を行わない。インストラクター（MFAでは「ファシリテーター（Facilitator、『物事を容易にする人』という意味）」と正式には呼んでいる）も適度に肩の力を抜いて指導を行うように訓練されており、受講者はリラックスした状態で講習を受けることが出来る。
講習プログラムは専門的知識を持たない一般の人にも習得できるように作られており、身近にあるもので出来ることを教え、高度なことや特別な器具が必要なことは要求しない。あくまで、プロフェッショナル（救急隊員など）に患者を受け渡すまでの患者の状態悪化を抑えることが目的とされている。
それに加え、各受講者が出来る限り実際に体を動かして、インストラクターの指導のもとで応急手当法を身につけることが出来るよう、講習は少人数で行われる。MFAでは1人のインストラクターに対し最大12人までの受講者、練習用人形や練習用AEDはそれぞれ最大1つにつき6人までといった具合に、それぞれに上限を設けている。
講習においては、人工呼吸のような人形を用いてでないと訓練を行えないものを除き、実際に人（一緒に講習を受けている人やインストラクターなど）を患者として用い訓練を行う。当然、患者役となり、他の受講者の訓練のために自身の体を提供することもある。（背中や腰に関連した病気を過去にしたことがある、もしくは現在患っているという場合は、申請すれば免除してもらえる。）
他に特筆すべき点として、「救護者自身の保護」が指導内容に強く盛り込まれていることが挙げられる。
講習では実技訓練の際には必ず手袋（医師などが使うようなもの、講習時に配布される）を装着するが、これは実際に救護を行う際に患者の体液などで救護者が患者から何らかの疾患（肝炎など）をもらってしまうことを避けるためである。
また、時には自身が救護を行わない、もしくは救護を放棄し逃げる必要性も説いている。（詳しくは応急処置の項目も参照されたい）前者の例では、川で流されそうになっている人を見つけてもそこに入らないこと、後者では自動車で事故を起こして負傷した人を救護している際に、他の自動車が突っ込んできそうになった場合が例に当てはまる。
このどちらにも言えるのは「二次災害の防止」であり、誰かを助けようとして自分が助けを求める側になってしまい、救助の手を分散させてしまうことを防ぎ、本来救いたい相手に最大限のプロの救助が与えられるようにするものである。
さらにMFAの講習では、意識がある状態で患者が体の不調を訴えている状況への対処、救助活動の際およびその後に生じたストレスに由来する、救助者に起こりうる精神的・身体的症状（いわゆるPTSD）の事例の紹介やそれらへの対処法も扱っている。

## 講習終了後

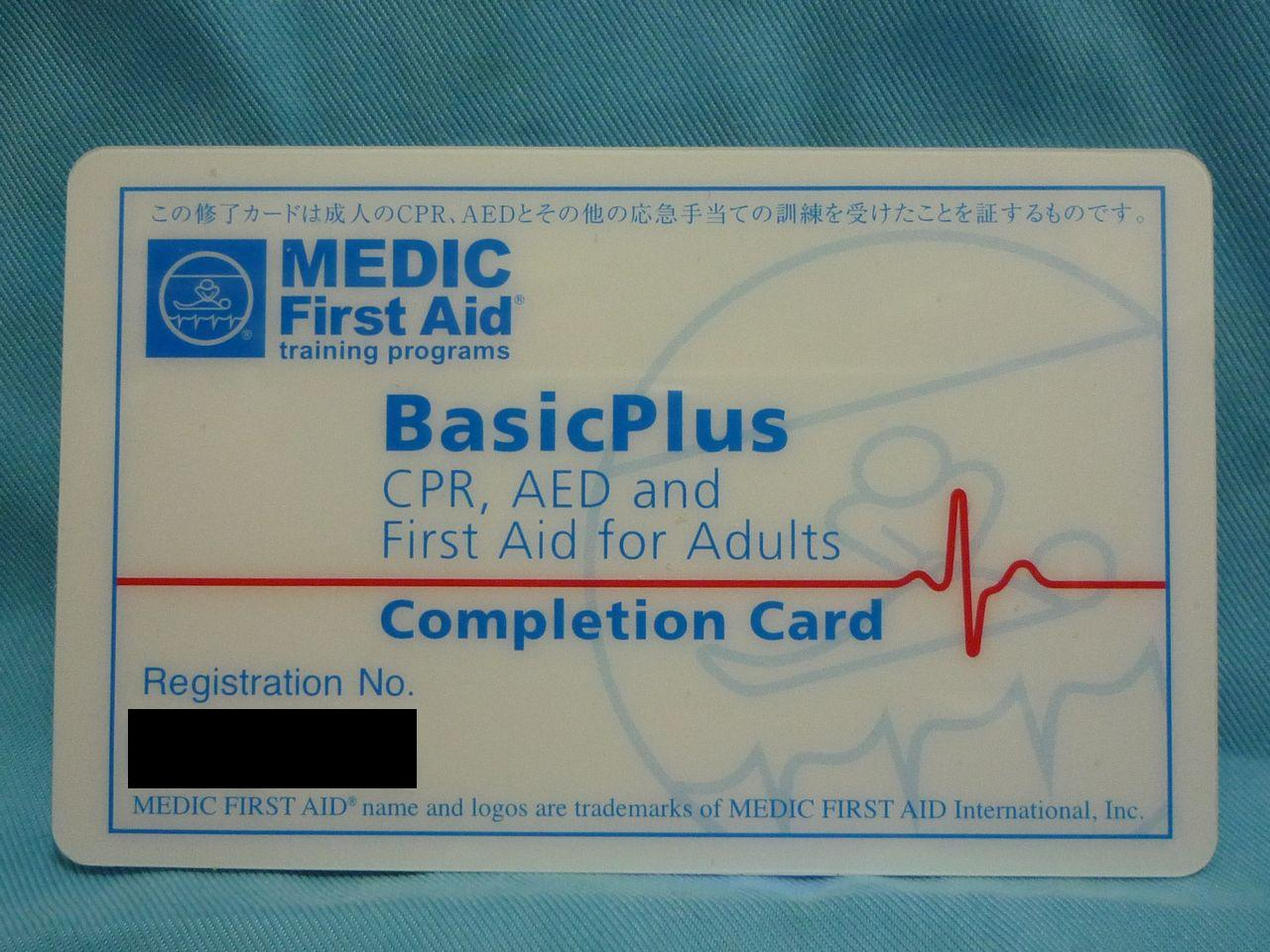
メディックファーストエイド受講証明カード

講習を受講し終わると、インストラクターから講習の修了を証明するカードが手渡される。これにより、受講者は「プロバイダー（応急手当を提供する人）」となる。カードはプラスチック製で、クレジットカードなどのカードと同等の大きさ・厚さである。また、海外でもカードの効力が保たれるよう、日本語に英語が併記されている。
カードの表面には受講したコースの名称、ならびに登録番号が記されており、裏面には受講者の氏名、カードの発行日・有効期限、そして、指導を行ったインストラクターの氏名・署名・登録番号が記される。
なお、カードの有効期限はカード発行日から丸2年である。カードの期限が切れる後もプロバイダーでありたいと望む場合には、再び講習を受講する必要がある。ただし、自動車運転免許などのような更新制ではなく、再講習後に手渡されるカードの登録番号は、それまで所有していたカードのものとは違う番号になる。
また2回目以降の受講の際には、最初に受講した際に配布されたテキストを持参するとよい。これにより、受講料のうち、テキスト代の分が不要となるので、金銭的負担が軽くなる。（テキストに特別な改訂があり、買い替えが必要となった際は除く）
インストラクターの資格も同様に有効期限があり、インストラクターも同様にインストラクター資格の継続のために所定の講習を受講する。この仕組みにより、MFAプロバイダー（インストラクター）の質は一定レベルに保たれる。

## プログラム開発
- 1977年　ベーシック（成人向け）MFA
- 1985年　寒さへの露出プログラム
- 1988年　幼児・小児の怪我や病気の予防とケアを含む「小児MFA」

他に、スポーツMFA、アドヴァンスドMFA、血液感染性病原体プログラム、AED（自動体外式除細動器）など。